# Neochromadora munita
Neochromadora munita is een rondwormensoort uit de familie van de Chromadoridae. De wetenschappelijke naam van de soort is voor het eerst geldig gepubliceerd in 1971 door Lorenzen.